# 龙门乡 (天峻县)
龙门乡，是中华人民共和国青海省海西蒙古族藏族自治州天峻县下辖的一个乡镇级行政单位。

## 行政区划
龙门乡下辖以下地区：
龙门尔牧委会、扎玛尔牧委会、措芒牧委会和纳尔扎牧委会。